# Асадулла, Халифа Мохаммад
Халифа Мохаммад Асадулла (6 августа 1890 — 23 ноября 1949) — пионер библиотечного движения на территории Индостана до раздела Британской Индии. Он также был первым выдающимся библиотекарем Пакистана, где жил после провозглашения независимости государства в 1947 году.

## Биография
Асадулла родился 6 августа 1890 года в Лахоре, Британская Индия (ныне Пакистан), в семье Маулви Мохаммд Зиауллах и Алам Джан из Шимлы. Он получил базовое образование в Лахоре и там же в 1913 году окончил Христианский колледж Формана.
В 1908 году он женился на Хамиде Бегум и воспитывал 14 детей. Один из его сыновей получил Медаль великого лидера Пакистана, а другой занимал командующую должность на флоте Пакистана. Среди его зятьев были вице-маршал Саидулла Хан и пакистанский дипломат Энвер Мурад; среди его невесток — писательница Зайб-ун-Нисса Хамидулла; его правнучка — пакистанская писательница Узма Аслам Хан.
В 1915 году Асадулла поступил на учёбу к американскому библиотекарю Асе Дону Дикинсону в Университет Пенджаба.
В 1916 году он стал первым квалифицированным библиотекарем Государственного колледжа Лахора. Затем в 1919 году он стал библиотекарем Колледжа МАО (ныне Алигархский мусульманский университет). В 1921 году он поступил на работу в Библиотеку Императорского Секретариата в Нью-Дели и Шимле, занимал этот пост восемь лет.
В 1930 году он был назначен библиотекарем Императорской библиотеки (ныне Национальная библиотека Индии) в Калькутте, став первым мусульманином в учреждении. Он занимал эту должность около 17 лет с 1930 по 1947 год. Там он разработал программу библиотечного обучения. В 1933 году он стал одним из 29 основателей Индийской библиотечной ассоциации и был её первым секретарём с 1933 по 1947 год.
В 1935 году он был удостоен титула Хана Бахадура.
18 июля 1947 года он покинул библиотеку и спустя месяц, после обретения Пакистаном независимости, получил специальную должность в Министерстве образования новообразованного государства.
Он умер 23 ноября 1949 года в Лахоре, Пакистан, в результате инсульта. Он был похоронен в семейной секции кладбища Ферозпур-роуд в Лахоре.